# فولكلور إيراني

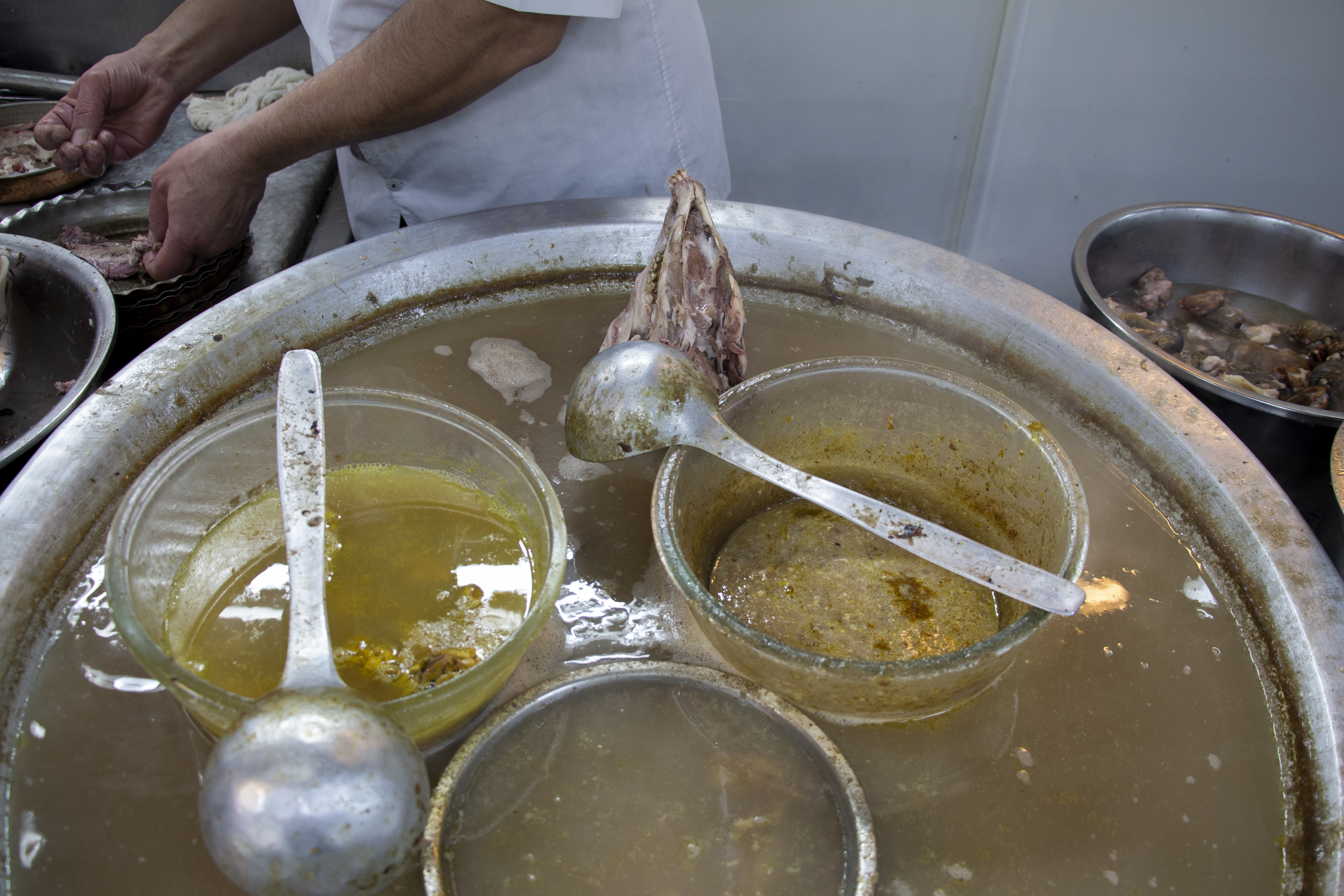
كالي باتشي، أكلة شعبية إيرانية. وغالبا ما يتم تناوله في الصباح. ويتم تحضيره من رأس وأقدام الغنم.

الفولكلور الإيراني أو التراث الشعبي الإيراني (بالفارسية: فرهنگ‌عامه ایرانی) يشمل التقاليد الشعبية التي تطورت تدريجيَّا في إيران. كما وتنبع الثقافة الشعبية الإيرانية من التقاليد والعادات والمعتقدات المتوارثة التي لها امتداد عميق في التاريخ. ومن بين العناصر المختلفة للثقافة الشعبية، كان للتشييء (فيتيشية) وجود واسع النطاق في الحياة الشعبية. يشمل هذا العنصر الأحجار والنباتات والحيوانات والتعاويذ والأدعية التي لها قوى سحرية غير عادية وأصبحت مهمة كأشياء عملية ومثمرة في حياة الناس اليومية.

## السير الشفوية

### الحكايات الشعبية
تحظى رواية القصص بمكانة وحضور مهم في الثقافة الإيرانية. حيث في إيران الكلاسيكية، أدّى الشعراء المنشدّون أو المغنون عروضهم لجمهورهم في المحافل الملكية وفي المسارح العامة. خلال الفترة البارثية، كان يُطلق على هؤلاء الشعراء المُغنين اسم غوسان وخلال الفترة الساسانية، أطلق عليهم اسم هونياجار في اللغة الفارسية الوسطى. وعمل رواة القصص وقراء الشعر أيضًا في المقاهي خلال الفترة الصفوية.
فيما يلي عدد من الحكايات الشعبية التي عرفها شعب إيران.
- حكاية كادو قلقيزان (بالفارسية: کدوی قلقله‌زن) وتعني «القرع المُتدحرج». ملخص الحكاية أنَّ عجوزًا سافرت لزيارة ابنتها وصهرها وصادفت حيوانات برية على الطريق والتي تنوي تمزيقها. لكنها أقنعتهم بالانتظار حتى تسمن قليلا في بيت ابنتها ومن ثم يمكنهم افتراسها حين تعود. قبلت الحيوانات، ولكنَّ العجوز اختبأت في قرع العسل أو يقطينة كبيرة دُحرجت وهكذا نجت العجوز من مصيرها المشؤوم فوصلت إلى المنزل بسلام.[6]
- حكاية جبينُ القَمر (بالفارسية: ماه پیشونی) تدور أحداث الحكاية حول فتاة يتيمة الأم كانت تُؤذى من قبل زوجة وابنة أبيها. وذات يوم هبت ريح عاتية أطارت قطن الفتاة حتى وقع القطن في بئرٍ. وحين نزلت الفتاة في البئر وجدت شيطانًا بشعا وقذرًا في الأسفل. فسألها الشيطان عن سبب دخولها فردت الفتاة بشكل مهذب جدًا بأن قطنها وقع هنا ما جعل الشيطان يقدر ردها المُهذب. وبسبب تهذبها معه قال لها انظري في رأسي، فنظرت، وقال لها ماذا ترين؟ فكرت بالرد فقالت إنَّ رأسك نظيف! أحب الشيطان ذكاء الفتاة وقال لها اذهبي عند النافورة هناك ماء أسود لا تغسلي وجهك به وماء أحمر لا تدعيه يلمس وجهك، وماء أبيض اغسلي وجهك به. ففعلت الفتاة فظهر على جبينها قمر وزاد جمالها الضعف...الخ[7][8]
- حكاية برتقال وبرغموت (بالفارسية: نارنج و ترنج).[9]
- برد المرأة العجوز (بالفارسية: سرمای پیرزن)، وفقًا لهذه الأُعجوبة، ذهبت امرأة عجوز إلى موسى في شهر مارس لأن قطيعها لم يتزاوج وطلبت منه تمديد الأيام الباردة حتى يتمكن قطيعها من التزاوج.[10] وفي التراث العربي تسمى هذه الحكاية الخرافية «برد العجوز».[11]
- شنغول ومنغول[12] (بالفارسية: شنگول و منگول) تتناص هذه الحكاية مع حكاية الذئب والمعزات السبعة الصغيرة، وحكاية الخنازير الثلاث الصغيرة، وحكاية ذات الرداء الأحمر.
- العمة الصرصار[13][14] (بالفارسية: خاله سوسکه) تحث على الكرم ومساعدة الآخرين وحقوق المرأة.